# Johann Sithmann

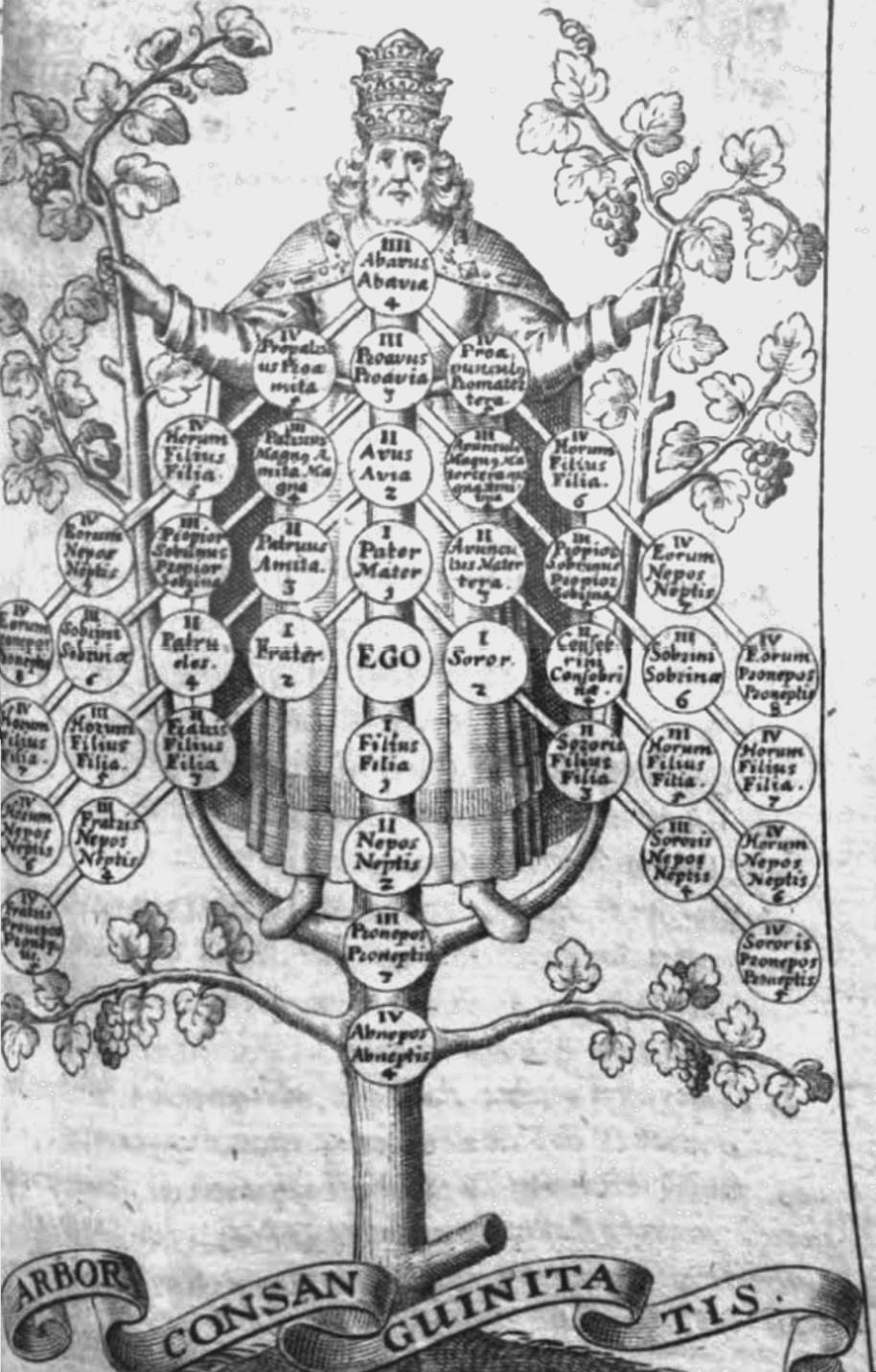
Arbor consanguinitatis, der „Baum der Blutsverwandtschaft“, aus Sithmanns Idea arboris consanguinitatis, 1657

Johann Sithmann (* 3. November 1602 in Stettin; † 23. Oktober 1666) war ein deutscher Jurist.

## Leben
Die verfügbaren biografischen Angaben zu Sithmanns Leben sind spärlich. Sithmann wurde in Stettin als Sohn des Hofgerichtsassessors und Advokaten Johannes Sithmann geboren, studierte ab Rechtswissenschaft an der Universität Greifswald (möglicherweise zeitweilig auch an der Universität Rostock) und erwarb 1635 in Greifswald den Doktorgrad beider Rechte (J.U.D. = Juris Utriusque Doctor). Er arbeitete zunächst als Gerichtsadvokat und wirkte ab 1647/48 als Professor am Gymnasium zu Alten-Stettin. Sein Hauptarbeitsgebiet war das römische Recht.
Sein Werk über das Kirchenrecht Idea iuris episcopalis moderni wurde 1661 durch die römisch-katholische Glaubenskongregation auf den Index der verbotenen Bücher gesetzt.
Die Angaben zu seinem Sterbejahr variieren in der Literatur.

## Werke (Auswahl)
- Speculi Imperii Romani Veteris Et Moderni Ex l. 2. ff. de O. I. ad modernum usq[ue] Imperii statum & formam continuati. Georg Goetschius (Götzke), Stettin.

1. – De Urbis Romae Initio, 1650
3. – Ad §. 9. De Patribus, 1650
6. – De Censoribus: Dictatoribus, Et Magistris Equitum, 1652
- De Inofficioso Testamento, Legatis, Fideicommissis Et Codicillis. ca. 1652
- Hieroglyphica Exequialia Reverendissimi, Illustrissimi, Et Celsissimi Principis Bogislai XIV. Inclyti Ducis Pomeraniae, Antiquae Illustrissimae Stirpis, Proh Dolor! Ultimi: In Defuncti Optimi Ducis ... Ad fati & aevitatis memoriam erecta & declarata, Stettin, 1654
- (mit Daniel Dillies): Disputatio ex jure publico de comitiis imperii Romano-Germanici. Georg Goetschius, Stettin, 1654.
- (mit Georg Friedrich von Eichstedt): Theses juridicae de homicidio. Goetschius, Stettin, 1656.
- Nucleus Iuris Civilis Institutionum. Michael Höpfner für Jeremias Mamphras, Stettin, 1656/7.
- Idea juris episcopalis moderni, quomodo praesertim in ecclesiis Augustanae Confessionis jus episcopale constituatur: in personis Episcopum eligentibus. In singularem nostrum consistoriorum & ecclesiarum utilitatem noviter exhibita. Stettin, M. Höpfner für J. Mamphras, Stettin, 1657. Digitalisat (Staatsbibliothek Berlin)
- Idea arboris consanguinitatis & affinitatis theoreticae & practicae. Stettin, 1657. Digitalisat (Staatliche Bibliothek Regensburg)